# Seanad Éireann
Seanad Éireann (AFI: [ɕan̪ˠad̪ˠ e:rʲan̪ˠ]; lit. "Senado da Irlanda") é a câmara alta do parlamento irlandês (em irlandês:  Oireachtas). Os senadores são conhecidos como seanadóirí (singular: seanadóir) e a casa é conhecida extra-oficialmente como Senate.
Ao contrário da câmara baixa, o Dáil Éireann, o Seanad não é eleito pelo voto direto, mas consiste de uma mistura de membros, escolhidos por diferentes métodos. Seus poderes são muito menores do que os do Dáil, e pode basicamente apenas atrasar a aprovação de uma lei da qual discorde, e não vetá-la diretamente.
Sua sede, desde sua fundação, é Leinster House, em Dublin.
Em abril de 2004 uma proposta de reforma da instituição foi introduzida formalmente no Seanad, e implementada no fim de novembro de 2007.